# Senon
För andra betydelser, se Senon (olika betydelser).
Senon är en kommun i departementet Meuse i regionen Grand Est (tidigare regionen Lorraine) i nordöstra Frankrike. Kommunen ligger i kantonen Spincourt som tillhör arrondissementet Verdun. År 2022 hade Senon 299 invånare.

## Befolkningsutveckling
Antalet invånare i kommunen Senon
| Referens: INSEE |